# Diploptera parva
Diploptera parva är en kackerlacksart som beskrevs av Karlis Princis 1954. Diploptera parva ingår i släktet Diploptera och familjen jättekackerlackor. Inga underarter finns listade i Catalogue of Life.